# Hanam
Hanam (하남) este un oraș din provincia Gyeonggi-do, Coreea de Sud.
Aflat la est de Seul, Hanam se mai învecinează cu Namyangju, Gwangju și Seongnam.